# الروملي الشرقية
الروملي الشرقية هي ولاية عثمانية ذاتية الحكم عاصمتها بلوفديف، تأسست الولاية عام 1878 بناء على بنود اتفاقية برلين والتي انهت الحرب الروسية العثمانية (1877-1878)، ظلت ولاية الروملي الشرقية ولاية عثمانية حتى عام 1885 حينما اتحدت مع مقاطعة بلغاريا ذاتية الحكم، وفي عام 1908 أعلنت بلغاريا استقلالها عن الدولة العثمانية.

## التاريخ

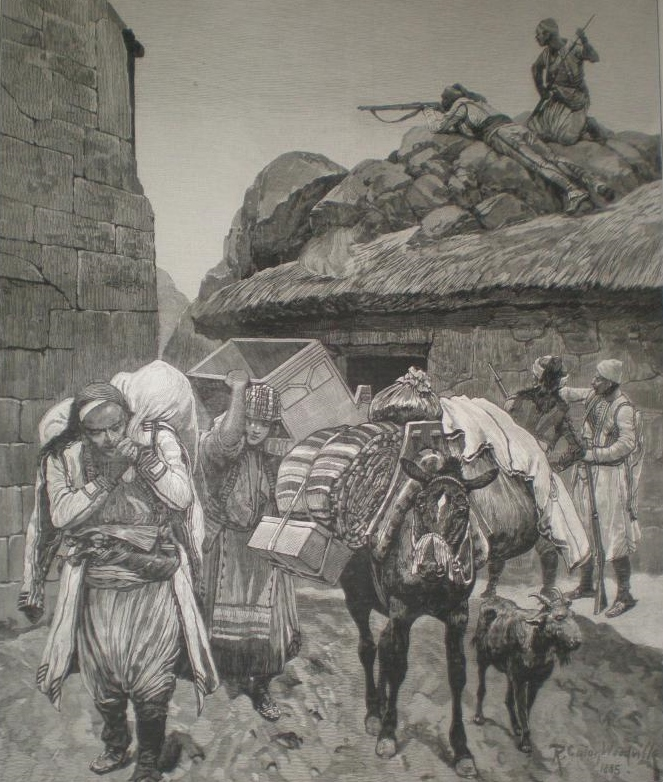
مهاجرون مسلمون يغادرون الروملي الشرقية سنة 1885

تأسست ولاية الروملي الشرقية ذاتية الحكم في الدولة العثمانية وفق أحكام معاهدة برلين عام 1878. تؤلّف المنطقة اليوم ما يُعرف ببلغاريا الجنوبية، والمصطلح الأخير هو ما اقترحه الروس لتسمية المنطقة أيضًا، لكن البريطانيين رفضوا هذا الاقتراح. تشمل الروملي الشرقية المناطق الواقعة بين جبال البلقان وجبال رودوب ونجد سترادجا، وهي المنطقة التي عُرفت باسم تراقيا الشمالية لدى جميع قاطنيها من البلغار والأتراك العثمانيين واليونانيين والأرمن واليهود وغجر الروما. أُطلق الاسم المُختلق، أي الروملي الشرقية، على الولاية بعد إصرار المبعوثين البريطانيين في مؤتمر برلين، فتشير الروملي في المفهوم العثماني إلى كافة المناطق الأوروبية من الدولة العثمانية، أي تلك التي خضعت لسيطرة الإمبراطورية البيزنطية قديمًا. رفضت نحو 20 قرية من مسلمي البلغار (أو البوماك) في جبال رودوب الاعتراف بسلطة الروملي الشرقية، وأسست ما أُطلق عليه اسم جمهورية تامراش.
في دراسة طوابع البريد والتاريخ البريدي، تُذكر ولاية الروملي الشرقية بالطوابع البريدية التي أصدرتها منذ عام 1880.

### توحيد بلغاريا
أُلحقت الولاية بإمارة بلغاريا بعد ثورة سلميّة في 6 سبتمبر عام 1885، وكانت إمارة بلغاريا حينها دولة تابعة للإمبراطورية العثمانية بحكم القانون، في حين تمتّعت بالاستقلال بحكم الأمر الواقع. عقب انتصار بلغاريا في الحرب الصربية البلغارية، اعترف الباب العالي بالوضع الراهن عبر توقيع اتفاقية طوبخانة في 24 مارس عام 1886. وفق أحكام اتفاقية طوبخانة، عيّن السلطان العثماني عبد الحميد الثاني أمير بلغاريا (من دون ذكر اسم الأمير الحالي حينها ألكسندر باتنبرغ) في منصب الحاكم العام للروملي الشرقية، فحافظ السلطان على الاختلاف الرسمي بين إمارة بلغاريا والروملي الشرقية، ورعى أيضًا ما جاء في معاهدة برلين. مع ذلك، اتضح للقوى العظمى أن الاتحاد بين إمارة بلغاريا والروملي الشرقية اتحادٌ دائم لا يجب حلّه. أُعيد دمج جمهورية تامراش ومقاطعة كارجلي بالدولة العثمانية. خضعت الولاية اسميًا للهيمنة العثمانية حتى نالت بلغاريا استقلالها بحكم القانون في عام 1908. يُعد يوم توحيد البلاد عطلة رسمية في بلغاريا، ويصادف السادس من شهر سبتمبر.

## الحكومة
نصّت معاهدة برلين على بقاء الروملي الشرقية تحت صلاحية الدولة العثمانية سياسيًا وعسكريًا، مع احتفاظ الأولى بقدرٍ كبيرٍ من الاستقلال الذاتي إداريًا (الفقرة 13). وُضع الإطار القانوني للروملي الشرقية في التشريع الدستوري الأساسي الذي جرى تبنيّه في 14 أبريل عام 1879، وبقي ساريًا حتى توحيد بلغاريا في عام 1885. وفق التشريع الأساسي، كان الحاكم العام المسيحي رئيس الولاية، ويعيّنه الباب العالي بموافقة القوى العظمى. كان المجلس الولايتي الجهازَ التشريعي المؤلف من 56 شخصًا، يعيّن الحاكم العام 10 منهم، و10 آخرون هم أعضاء دائمون، في حين ينتخب الشعب الأعضاء الـ36 الآخرين.
كان الروسي أركادي ستوليبين الحاكم الإداري المدني منذ 9 أكتوبر عام 1878 وحتى 18 مايو عام 1879. كان الأمير ألكسندر باتنبرغ أول حاكم عام للولاية (1879-1884)، وهو أرستقراطي بلغاري قبله البلغار واليونانيون في الولاية. شغل المؤرخ البلغاري غافريل كراستيفيتش منصب الحاكم العام الثاني (1884-1885).
نُصّب جورجي سترانسكي مفوضًا عن جنوب بلغاريا إبان فترة الضم (9 سبتمبر 1885 - 5 أبريل 1886)، واعترف الباب العالي لاحقًا بأمير بلغاريا حاكمًا عامًا على الولاية وفق اتفاقية طوبخانة عام 1886، وذلك عندما خضعت الولاية إلى الهيمنة العثمانية الاسمية -مع بقائها تحت السيطرة البلغارية.

### مصدر إضافي
- الرومللي الشرقية؛ الروم إيلي الشرقية - موسوعة المورد، منير البعلبكي، 1991